# Gabil Abil ogly Mamedow
Gabil Abil ogly Mamedow (russisch Габил Абил оглы Мамедов, englisch Gabil Abil ogly Mamedov; * 19. April 1994 in Orenburg) ist ein russischer Boxer im Halbweltergewicht.

## Erfolge
2011 wurde er noch im Halbfliegengewicht startend, Russischer Jugendmeister und Silbermedaillengewinner der Jugend-Europameisterschaften in Dublin. Erst 2016 gelang ihm mit dem Titelgewinn bei den Russischen Meisterschaften im Leichtgewicht ein weiterer großer Erfolg. Er wurde daraufhin bei den Europameisterschaften 2017 in Charkiw aufgeboten und kämpfte sich gegen Mihail Cvasiuc (5:0), Fredrik Jensen (5:0), Karen Tonakanyan (5:0) und Pawlo Ischtschenko (4:1) ins Finale vor, wo er gegen Jurij Schestak ausschied (1:4). Bei den Weltmeisterschaften 2017 in Hamburg unterlag er im ersten Kampf gegen Murat Yıldırım (1:4).
Bei den Europaspielen 2019 in Minsk kam er unter anderem mit einem Sieg gegen Otar Eranossian (5:0) bis ins Finale, wo er gegen Dsmitryj Assanau (1:4) unterlag und die Silbermedaille gewann.
Bei den 2021 in Tokio ausgetragenen Olympischen Spielen besiegte er Damian Durkacz und Richarno Colin, ehe er im Viertelfinale gegen Keyshawn Davis ausschied.
Im April 2024 gewann er die Europameisterschaft in Belgrad.